# Língua mingrélia
O mingrélio (no alfabeto georgiano: მარგალური ნინა, transl. margaluri nina) é uma língua caucásica meridional falada no oeste da Geórgia (regiões de Mingrélia e Abecásia), especialmente por georgianos de origem mingrélia. Também era chamado de ibério (em georgiano: iveriuli ena) no início do século XX. Porque o mingrélio deteve por mais de mil anos um status apenas regional dentro da Geórgia, o número de seus falantes vem diminuindo e perdendo o espaço para o idioma nacional; diante disto, a UNESCO a designou como uma língua ameaçada.

## Distribuição e status
Não existem cifras confiáveis para o número de falantes nativos do mingrélio, porém estima-se que seja algo entre 500 000 e 800 000. A maior parte destes falantes vivem na região de Mingrélia da Geórgia, que abrange os Montes Odishi e as Planícies de Colcheti, do litoral do Mar Negro até as Montanhas Svan e o Rio Tschenistscali. Existiam pequenos enclaves na república autônoma da Abecásia, porém o estado de guerra civil do local provocou a migração de muitos falantes do mingrélio, especialmente para a Geórgia. Sua distribuição geográfica é relativamente compacta, o que tem ajudado a promover a transmissão do idioma para as gerações seguintes.
O mingrélio geralmente é escrito com o alfabeto georgiano, porém não possui um padrão escrito ou status oficial. Quase todos os falantes são bilíngues, utilizando o mingrélio para conversas informais e familiares, e o georgiano para outros propósitos.
No verão de 1999, livros do poeta georgiano Murman Lebanidze foram queimados na capital mingrélia, Zugdidi, após este ter feito comentários considerados ofensivos sobre a língua mingrélia. Não é infrequente, no entanto, ouvir este tipo de comentário sendo feito pelos próprios falantes da língua.

## História
O mingrélio é uma das línguas caucásicas meridionais, aparentado ao laz, do qual se diferenciou principalmente nos último 500 anos, depois que as comunidades setentrionais (mingrélias) e meridionais (laz) foram separadas pelas invasões turcomanas. Tem um parentesco um pouco menos com o georgiano (os dois ramos se separaram no primeiro milênio a.C., ou talvez antes) e um parentesco ainda mais distante com o svan (ramo que teria se separado no segundo milênio a.C., ou antes). O mingrélio não é mutualmente inteligível com qualquer uma dessas línguas, embora alguns de seus falantes aleguem poder reconhecer muitas palavras do laz.
Alguns linguistas referem-se ao mingrélio e ao laz como dialetos de uma única língua, chamada de zan ou cólquida. O zan, no entanto, já havia se subdividido nas variantes mingrélia e laz no início do período moderno, e não é costumeiro referir-se a um idioma zan unificado no dias de hoje.
Os textos mais antigos em mingrélio a terem sobrevivido aos dias de hoje datam do século XIX, e consistem principalmente de literatura etnográfica. Os primeiros estudos linguísticos do mingrélio incluem uma análise fonética de Aleksandre Tsagareli (1880), e gramáticas de Ioseb Kipshidze (1914) e Shalva Beridze (1920). De 1930 a 1938 diversos jornais foram publicados em mingrélio, como o Kazaxishi Gazeti, Komuna, Samargalosh Chai, Narazenish Chai e Samargalosh Tutumi. Recentemente tem sido visto um renascimento do idioma, com a publicação de dicionários - mingrélio-georgiano, de Otar Kajaia, e mingrélio-alemão, de Otar Kajaia e Heinz Fähnrich — e livros de poesia, de autores como Lasha Gaxaria, Edem Izoria, Lasha Gvasalia, Guri Otobaia, Giorgi Sichinava, Jumber Kukava e Vaxtang Xarchilava.

## Dialetos
Os principais dialetos e subdialetos do mingrélio são:
- Dialeto do noroeste ou zugdidi-samurzakano
  - Djvari
- Dialeto do sudeste, ou senaki
  - Martvili-bandza
  - Abasha

## Amostra de texto
აჟამ ჟიუშთი დო ჟინუა ნჟილაგარიში არიკი ართი ქევანას ცხოვრენც აჟამ ჟიუშთი დო მაჟირას ჟინუა ნჟილაგარი. ათე ჟინუა ნჟილაგარი ორე თინერი კოჩი, მუდგას მეჩანს კოცნი მუში სიცოხლეს ვეუაფე თინა ქაატუას, ოკო გინაგაფუას. აჟამ ჟიუშთი ორე თინერი - მუთუნს ვემეჩანს კოცს. ქეშეხვადეს თენენქ ართიანს.
Transliterado
aǯam ǯiušti do ǯinua nǯilagariši ariḳi arti kevanas cxovrenc aǯam ǯiušti do mažiras ǯinua nǯilagari. ate ǯinua nǯilagari ore tineri ḳoči, mudgas mečans ḳocni muši sicoxles ve՚uape tina kāṭuas, oḳo ginagapuas. aǯam ǯiušti ore tineri - mutuns vemečans ḳocs. kešexvades tenenk artians. 
Português
A história de Ajam Justhi e Jinua Njilagari. Em um país estava vivendo A. (homem) e em outro N. (mulher). Esta era uma mulher, ele é uma mulher em sua plena vida, não vai acontecer que aquele que não a possa nada possa manter, que vá deixar de pagar Justhi, que era um macho. Nada lhe entrega. Encontraram-se um ao outro.
Fonte: The Story of Ajam Jushti and Jinua Njilagari..